# التنظيم الجماعي في جمهورية أوكرانيا الاشتراكية السوفيتية

علم الجمهورية الاشتراكية السوفيتية الأوكرانية.

التنظيم الجماعي في أوكرانيا، رسميًا الجمهورية الاشتراكية السوفيتية الأوكرانية، هو جزء من سياسة التنظيم الجماعي ونزع الملكية في الاتحاد السوفيتي والتي انتُهجت بين عامي 1928 و1933 بغرض توحيد الأراضي المنفردة والعمل في مزارع جماعية تُعرف باسم كولخوز والقضاء على أعداء الطبقة العاملة. اعتبر الفلاحون فكرة المزارع الجماعية إعادة إحياء لحالة القنانة.
في أوكرانيا، كان لهذه السياسة تأثير هائل على السكان الأوكرانيين الإثنيين وثقافتهم، إذ كان 86% من السكان يقطنون في المناطق الريفية. كان التطبيق القسري لسياسة التنظيم الجماعي أحد الأسباب الرئيسية التي أدت إلى حدوث مجاعة هولومودور. كان للتنظيم الجماعي في أوكرانيا أهداف ونتائج محددة. ينبغي فهم السياسات السوفيتية المتعلقة بالتنظيم الجماعي في السياق الأشمل «لثورة السلطات العليا» الاشتراكية التي حدثت في الاتحاد السوفيتي آنذاك.
يستند تكوين المزارع الجماعية إلى المزارع القروية الكبيرة في الملكية الجماعية لسكان القرية. كان من المتوقع أن ترتفع الغلة التقديرية بنسبة 150%. تمثلت الغاية من التنظيم الجماعي بحل «مشاكل الغلة» التي سادت خلال في أواخر عشرينيات القرن العشرين.
في مطلع عشرينيات القرن العشرين، لم يشمل التنظيم الجماعي سوى 3% من الفلاحين في الاتحاد السوفيتي. في إطار الخطة الخمسية الأولى، كان من المقرر أن يجري تنظيم 20% من الأسر الفلاحية جماعيًا، على الرغم من أن العدد في أوكرانيا كان محددًا بنسبة 30%.

## سياسة التنظيم الجماعي
كانت النهج المتبعة في التحول من الزراعة الفردية إلى الجماعية في إطار الإنتاج الزراعي قائمة منذ عام 1917، إلّا أنّها لم تُنَفذ على نطاق واسع لأسباب مختلفة (نقص المعدات الزراعية والموارد الزراعية وما إلى ذلك) حتى عام 1925، حيث كثّف القطاع الزراعي جهوده الرامية إلى زيادة عدد الجمعيات التعاونية الزراعية وتعزيز فعالية مزارع سفخوز القائمة بالفعل. نشط الاهتمام بجهود التنظيم الجماعي في أواخر عام 1927، وذلك عقب المؤتمر الخامس عشر للحزب الشيوعي في الاتحاد السوفيتي، المعروف آنذاك باسم الحزب الشيوعي لعموم الاتحاد (البلاشفة) أو الحزب الشيوعي للاتحاد السوفيتي.
في عام 1927، أدى الجفاف إلى إضعاف جهود الحصاد في المناطق الجنوبية من أوكرانيا وشمال القوقاز. في عامي 1927 و1928، تضررت منطقة الحرث الشتوي بشدة بسبب انخفاض معدل تساقط الثلوج. على الرغم من المعونة التي تقدمها الدولة فيما يتعلق بالبذور، لم يُعَد بذر العديد من المناطق المتضررة. تأثر حصاد عام 1928 بالجفاف في معظم مناطق إنتاج الحبوب في أوكرانيا. كان ضعف الحصاد والصعوبات في نظام الإمداد يُعزى إلى صعوبات في إمدادات الغذاء في المناطق الحضرية وأدى ذلك إلى زعزعة استقرار حالة الإمدادات الغذائية في الاتحاد السوفيتي على نحو عام. للتقليل من حدة الوضع، جرى تنفيذ نظام لتقنين الأغذية في الربع الثاني من عام 1928 في مدينة أوديسا في بادئ الأمر، ثم توسع ليشمل ماريوبول، وخيرسون، وكييف، ودنيبرو، وخاركيف. في مطلع عام 1929، جرى تنفيذ نظام مماثل في جميع أنحاء الاتحاد السوفيتي. على الرغم من المساعدات التي قدمتها الحكومتان السوفييتية والأوكرانية المركزية، سجلت العديد من المناطق الريفية الجنوبية حالات من سوء التغذية، ومجاعات في بعض الأحيان (لم تأخذ السلطات المناطق المتضررة بعين الاعتبار، فانعكس ذلك على كمية المساعدات الغذائية المطلوبة بالنقصان). تأثرت أعداد الماشية كذلك بسبب نقص الثروة الحيوانية. لم تتعرض معظم أراضي كولوخوز التي خضعت للتجديد مؤخرًا إلى خسائر كبيرة، بل تمكّن بعضها من تقديم المساعدة للفلاحين في المناطق الأكثر تضررًا (البذور والحبوب مقابل الغذاء).

### المراحل الأولى
على الرغم من الحملة المكثفة التي اضطلعت الدولة بها، لم تحظَ التنظيمات الجماعية، التي كانت طوعية في بادئ الأمر، بالشعبية بين أوساط الفلاحين. حتى أوائل عام 1929، لم يشمل التنظيم الجماعي سوى 5.6% من الأسر الزراعية الأوكرانية و3.8% من الأراضي الصالحة للزراعة. في مطلع عام 1929، تغيرت الأساليب التي وظفتها سلطة مزارع أوكرانيا الجماعية المُفوّضة من الالتحاق الطوعي إلى الالتحاق الإداري. بحلول 1 أكتوبر 1929، تفوق التنظيم الجماعي على خطة إنشاء أراضي كولوخوز بنسبة 239%. نتيجة لذلك، جرى شمل 8.8 % من الأراضي الصالحة للزراعة ضمن التنظيم الجماعي.

### «التنظيم الجماعي المُستعجل»
جرى تنفيذ الخطوة الرئيسية التالية الهادفة إلى «تنظيم جماعي لشامل» بعد أن نشر جوزيف ستالين مقالًا في صحيفة برافدا، في أوائل نوفمبر 1929.
أقامت اللجنة المركزية للحزب الشيوعي للاتحاد السوفيتي اجتماعًا خلال الفترة من 10 نوفمبر إلى 17 نوفمبر 1929، وتمخض عنه استدعاء خمسة وعشرون ألف شخص خضعوا للتدريب في دورات قصيرة خاصة، وأصبحت «لجنة الفلاحين الفقراء» القوة الدافعة الرئيسية للتنظيم الجماعي ونزع الملكية في أوكرانيا، بالإضافة إلى المجالس القروية المحلية حيث حصل أعضاء الكومنيزمات على أغلبية الأصوات.
في 10 ديسمبر 1929، أصدر مركز الكولخوز في اتحاد الجمهوريات الاشتراكية السوفيتية مرسومًا متعلقًا بتنظيم الماشية جماعيًا في غضون فترة ثلاثة أشهر (وضع مسودة للحيوانات بنسبة 100%، والماشية بنسبة 100%، والخنازير بنسبة 80%، والأغنام والماعز بنسبة 60%). دفع ذلك العديد من الفلاحين إلى ذبح ماشيتهم. بحلول 1 يناير 1930، تضاعفت النسبة المئوية للأسر المعيشية التي شملها التنظيم الجماعي إلى 16.4% من إجمالي عدد الأسر المعيشية.
على الرغم من المرسوم المشين الذي صدر في 5 يناير 1930، والذي جرى بموجبه تحديد الموعد النهائي لتنفيذ التنظيم الجماعي الكامل في أوكرانيا للفترة من نهاية عام 1931 إلى ربيع عام 1932، قررت السلطات الأوكرانية التعجيل باستكمال الحملة بحلول خريف عام 1930. تفوقت السلطات المحلية على الآمال الكبيرة للخطة دون مساعدة 7500 من إجمالي 25 ألف عامل ولم يصلوا إلى بعض المناطق إلا بحلول منتصف فبراير –بحلول مارس، جرى تنظيم 70.9% من الأراضي الصالحة للزراعة جماعيًا، بالإضافة إلى 62.8% من أسر الفلاحين على نحو مفاجئ. تأثر نحو 200 ألف أسرة (3.8% من إجمالي أسر الفلاحين) بسبب الاستيلاء على الممتلكات والأراضي والمنازل. جرى اعتقال بعض الفلاحين وترحيلهم إلى الشمال. أعاد العديد من مزارعي الكولاك الموقوفين توطين أسرهم في جبال الأورال وآسيا الوسطى، حيث استغلوا في كثير من الأحيان في قطاعات أخرى من الاقتصاد، مثل قطع الأخشاب. طُبق مصطلح الكولاك في نهاية المطاف على أي شخص يقاوم التنظيم الجماعي، ولم يكُن العديد من الفلاحين الذين عُرِفوا بالكولاك أكثر حظًا من غيرهم.

### «الدوار مع النجاح»
أدى التطبيق السريع لسياسة التنظيم الجماعي إلى اندلاع العديد من ثورات الفلاحين في أوكرانيا وفي أجزاء أخرى من اتحاد الجمهوريات الاشتراكية السوفيتية. ردًا على الموقف، تراجع النظام السوفييتي، وفي الثاني من مارس 1930، نشرت صحيفة برافدا مقالة ستالين بعنوان «الدوار مع النجاح». سرعان ما صدرت أوامر ومراسيم عديدة تحظر استخدام القوة والأساليب الإدارية. استعاد بعض «الذين تعرضوا للتهديد على نحو خاطئ» ممتلكاتهم، وعاد بعض الذين جرى ترحيلهم بالخطأ إلى ديارهم ولكن بأعداد ضئيلة، وبقي معظمهم حيث جرى ترحيلهم. في 1 مايو 1933، جرى تنظيم 38.2% من الأسر الزراعية الأوكرانية جماعيًا بالإضافة إلى 41.1% من الأراضي الصالحة للزراعة. بحلول نهاية أغسطس، انخفضت هذه الأرقام إلى 29.2% و35.6% على التوالي.